# 小行星12298
小行星12298（12298 Brecht）是一颗绕太阳运转的小行星，为主小行星带小行星。该小行星于1991年8月6日发现。

## 轨道参数
小行星12298的轨道半长轴为2.4238093 UA，离心率为0.239。